# Parenchelyurus hepburni
Parenchelyurus hepburni är en fiskart som först beskrevs av Snyder, 1908.  Parenchelyurus hepburni ingår i släktet Parenchelyurus och familjen Blenniidae. IUCN kategoriserar arten globalt som livskraftig. Inga underarter finns listade i Catalogue of Life.